# Hockey su pista nel 1992

## Cronologia degli eventi principali
- Dal 19 al 26 aprile a Wuppertal vennero disputati i campionati europei; la nazionale portoghese vinse per la 17ª volta nella sua storia il torneo.

## Attività internazionale
| Competizione       | Edizione                | Vincitore  | Titolo N°  |
| ------------------ | ----------------------- | ---------- | ---------- |
| Campionato europei | Campionato europei 1992 | Portogallo | 17º titolo |

## Attività di club
| Nazione | Competizione         | Edizione                  | Vincitore |
| ------- | -------------------- | ------------------------- | --------- |
| Austria | Campionato austriaco | Campionato austriaco 1992 | Villach   |